# سن جیووانی لیپیونی
سن جیووانی لیپیونی (به ایتالیایی: San Giovanni Lipioni) یک کومونه در ایتالیا است که در استان کییتی واقع شده‌است.

## خصوصیات
سن جیووانی لیپیونی ۸٫۶۷ کیلومترمربع مساحت و ۲۸۶ نفر جمعیت دارد و ۵۴۵ متر بالاتر از سطح دریا واقع شده‌است.